# 依诺增爵一世
教宗聖諾森一世（拉丁語：Sanctus Innocentius PP. I）於401年12月22日－417年3月12日在位。据同时代耶柔米的记载，教宗諾森一世是教宗達西一世之子；而《教宗名录》（Liber Pontificalis）则指其父为 Innocent of Albano。
諾森一世在位期间，西哥特人亚拉里克一世于410年8月24日攻陷了罗马，而此时教宗却正在拉文納与皇帝洪諾留商讨招安西哥特人的主意。
諾森一世始终把握机会，保持并扩大罗马教会在处理争端上的权威。他保持与鲁昂主教維田舒（Victricius of Rouen），圖盧茲主教愛素波（Exuperius of Toulouse）以及安提阿主教亚历山大的通信，还写信给屈梭多模以答复后者与聖狄奧菲魯斯的争端。教宗諾森一世保持着与屈梭多模良好的关系，403年屈梭多模遭皇后优多迦放逐时，曾为之交涉，然没有成功。
伯拉纠主义的问题上，他重申非洲教会在迦太基和米里夫（Mileve）会议（皆召开于416年）上否定伯拉纠主义的立场。
諾森一世于417年3月12日逝世。

## 譯名列表
- 一世：天主教香港教區禮儀委員會：禧年專頁 （页面存档备份，存于）作。
- 一世：香港天主教教區檔案　歷任教宗作诺森。
- 一世：天主教天津教区作 意诺增爵。
- 因特一世：《世界人名翻譯大辭典》1993年版作因诺森特。
- 英一世：《大英簡明百科知識庫》2005年版作英諾森[永久]。

| 天主教會職銜          | 天主教會職銜               | 天主教會職銜      |
| --------------------- | -------------------------- | ----------------- |
| 前任者： 教宗達西一世 | 罗马主教 教宗 401年－417年 | 繼任者： 教宗佐西 |